# Psychotria decorifolia
Psychotria decorifolia är en måreväxtart som beskrevs av Spencer Le Marchant Moore. Psychotria decorifolia ingår i släktet Psychotria och familjen måreväxter. Inga underarter finns listade i Catalogue of Life.